# Цубамэ (спутник)
«Цубамэ», «Tsubame», つばめ, SLATS (англ. Super Low Altitude Test Satellite) — японский спутник, демонстратор технологий работы на сверхнизких орбитах. Задачи спутника — исследовать факторы воздействия атомарного кислорода на материалы, используемые в спутникостроении, и продемонстрировать преимущества сверхнизких орбит для съёмок поверхности Земли. Для решения этих задач на борту спутника размещён комплекс приборов: система мониторинга атомарного кислорода AOFS, монитор деградации материалов MDM и камера OPS. 
Одной из важных особенностей космического аппарата является использование ионного ракетного двигателя в необычном режиме работы. 
Руководитель проекта — Масанори Сасаки (яп. 佐々木 雅範 Сасаки Масанори).

## Запуск на орбиту и функционирование
Запуск спутника был произведён 23 декабря 2017 года ракетой-носителем H-IIA (тип 202, №F37). «Цубамэ» был второй полезной нагрузкой, а основной полезной нагрузкой являлся японский метеорологический спутник «Сикисай». Старт произошёл в 10:26:22 по Токийскому времени (JST) (01:26:22 UTС) с первой стартовой установки пускового комплекса Ёсинобу. Запуск ракеты-носителя прошёл успешно и через 16 минут 13 секунд после старта на высоте 792 км произошло отделение «Сикисай» от адаптера второй ступени. Особенностью запуска было то, что на орбиту выводилось два спутника, которые должны работать на разновысоких орбитах. Причём первый, «Сикисай», должен работать на значительно более высокой орбите, чем второй, «Цубамэ». На 57:39 произошло второе включение второй ступени, отработавшей 10 секунд. Через 2:01 минуты был сброшен стыковочный адаптер «Цубамэ». На 106-й минуте полёта произошло третье включение двигателя (в режиме малой тяги), которое длилось 71 секунду — это включение снизило апогей орбиты до 629 км. Через 1:47:59 с момента старта произошло отделение космического аппарата «Цубамэ» — с этого момента спутник перешёл в самостоятельный полёт. В 12:54 JST станция слежения, расположенная в чилийской столице Сантьяго, подтвердила, что «Цубамэ» раскрыл солнечные батареи и штатно ориентирован в пространстве. 24 декабря JAXA выпустило пресс-релиз, в котором объявляло об успешном прохождении критических процедур: развёртывание солнечных батарей, запуск бортового оборудования, передача телеметрии.
7 января 2018 года «Цубамэ» начал переход с орбиты 457×629 км на более низкую. К 18 января аппарат опустился на орбиту 458×595 км. Снижение будет продолжаться до достижения рабочей круговой орбиты 268×268 км, на которой спутник проведёт месяц, затем по неделе на орбитах высотой 250, 240, 230 км, затем ещё месяц на орбите высотой 220 км. После чего начнётся финальная стадия эксперимента на орбите высотой 180 км. Предполагается, что на этой высоте тяги ионного двигателя не будет хватать для компенсации торможения, поэтому будет использоваться ещё и RCS с гидразиновым двигателем. На 22 июня 2019 года спутник находился на орбите с перигеем 241 км и апогеем 245 км. Спутник сошёл с орбиты 1 октября 2019 года, последние опубликованные TLE имеют время 12:31:26 UTC.

## История создания
С 2006 года JAXA проводит исследования, цель которых использовать орбиты ниже 300 км для наблюдения поверхности Земли. Японское агентство называет такие орбиты «чрезвычайно низкими» (яп. 超低高度軌道 Тё: тэи ко:до кидо:). Такие орбиты редко используются искусственными спутниками Земли из-за короткого срока работы на них. JAXA исследует технологии для работы на таких орбитах и в рамках этих исследований был разработан аппарат SLATS. Основным мотивом этих исследований является повышение эффективности спутников дистанционного зондирования Земли. Например, оптическая система спутника, работающего на наиболее популярной высоте 800—600 км, имеет разрешение в видимом диапазоне 2,5 м. Если орбиту такого спутника снизить до 200 км, данная оптическая система позволит выдавать изображение с разрешением 0,6 м.
В ходе исследований были обозначены две ключевые проблемы, возникающие при эксплуатации спутников на сверхнизкой орбите. Первая проблема — сопротивление атмосферы. Несмотря на то, что на высотах 150—300 км атмосфера очень разрежена, её сопротивление вполне достаточно для значительного снижения срока жизни на орбите. Для преодоления сопротивления атмосферы разработчики предложили использовать электрический ракетный двигатель (ЭРД). Тяга ЭРД значительно уступает химическим ракетным двигателям, но в условиях разрежённой атмосферы тяги ЭРД достаточно для поддержания орбиты. При этом, значительным преимуществом становится большой удельный импульс, позволяющий обеспечить длительную работу на орбите. Второй проблемой является воздействие атомарного кислорода на космический аппарат. Атомарный кислород образуется при разрушении молекулы кислорода O2 под действием космического излучения. Атомарный кислород химически более активен и элементы спутника подвержены значительному воздействию, приводящему к изменению свойств материалов.
Изначально «Цубамэ» планировали запустить в космос в 2013 или 2014 году в качестве попутной нагрузки при запуске спутника ALOS-2.
11 и 20 апреля 2017 года проводилась испытания на переносимость космическим аппаратом ударных нагрузок при отделении от адаптера спутника «Сикисай» и самого «Цубамэ». С 25 апреля по 12 мая проводилась серия испытаний на вибростенде. Эти испытания должны были подтвердить готовность аппарата, закреплённого на адаптере, переносить вибрационные нагрузки, возникающие при запуске на ракете-носителе. 2 июня было объявлено, что испытания прошли успешно.
Стоимость разработки и производства спутника составила около 3,4 млрд иен.

### Графические символы программы и имя спутника
9 августа 2016 года было объявлено о выборе официальных символов программы SLATS. Логотип программы символизирует сверхнизкие орбиты, по которым, словно самолёт, летит спутник, раскрыв солнечные батареи подобно крыльям птицы. На официальном патче миссии изображён спутник, пересекающий большое земное небо. Общее изображение обрамлено серебряным кольцом, на котором написано полное название миссии «Super Low Altitude Test Satellite». Серебряный цвет кольца выбран в качестве символа атомарного кислорода, в среде которого предстоит выполнять основную программу. Красная линия, присутствующая в патче, символизирует ионный двигатель, который поддерживает спутник на заданной орбите. Надпись SLATS, присутствующая в обоих графических символах, выполнена в виде градиента от голубого (приземные слои атмосферы) к тёмно-синему (верхние слои атмосферы).
Изначально спутник назывался SLATS — аббревиатура от англоязычного названия исследовательской программы Super Low Altitude Test Satellite. 25 апреля 2017 года было объявлено о начале приёма предложений на персональное название космического аппарата. При предложении имени следовало выполнить довольно простые условия: использование хираганы или катаканы, лёгкое произношение, не совпадение с названием других спутников, не содержать ругательств, авторы не претендуют на авторское право. Победитель получал приглашение на запуск спутника. 14 июня 2017 года JAXA объявило результат открытого конкурса на выбор имени спутника SLATS. В конкурсе приняло участие 6222 человека. Победило название TSUBAME (яп. つばめ Цубамэ, «Ласточка»).

## Устройство и научное оборудование
Спутник представляет собой параллелепипед 2,52×1,2×0,89 м (длина, ширина, высота), а после раскрытия двух, расположенных вдоль длинных сторон, солнечных батарей его ширина увеличилась до 5,2 м. На задней панели смонтирован электрический ракетный двигатель. Также на космическом аппарате установлены четыре микро-ЖРД. Несмотря на то, что сам спутник «Цубамэ» является научным демонстратором, на его борту размещено три научных инструмента: система мониторинга атомарного кислорода AOFS, монитор деградации материалов MDM и камера OPS.

### Двигательная установка
Для изменения орбиты, маневрирования на орбите и увеличения срока функционирования на сверхнизкой орбите спутник оборудован двумя системами двигательных установок: электрической и жидкостной.

#### ЖРД
На спутнике установлены четыре микро-ЖРД. Каждый из них имеет реактивную тягу 1 Н и удельный импульс 200 c. Для работы ЖРД на борту хранится 34 кг гидразина. Компоновочно жидкостная двигательная система «Цубамэ» является урезанной версией системы, используемой JAXA для двухтонных платформ. Ключевым отличием является наличие только одного бака с топливом. Задача ЖРД: управление ориентацией спутника и проведение энергичных манёвров в случае недостатка возможностей ионного двигателя.

#### Ионный двигатель IES
Для поддержания орбиты «Цубамэ» был выбран один из видов электрических ракетных двигателей — ионный двигатель Кауфмана IES (англ. Ion Engine System). Тяга двигателя 10-28 мН, импульс 2000 с. Электрическая мощность двигателя 370 Вт при тяге 10 мН. В качестве рабочего тела используется 10 кг ксенона. Масса всех блоков составляет 43 кг. При разработке ЭРД за основу был взят двигатель, успешно работавший на стационарном спутнике «Кику-8» (ETS-VIII).
Схематически IES состоит из:
- управляющего блока PMU (англ. Propellant Management Unit), подающего рабочее тело (ксенон) в двигатель;
- блока контроля мощности PPCU (англ. Power Processing Control Unit), управляющего электрической мощностью в соответствии с программой полёта; в состав блока входит контроллер ионного двигателя.

Блок PMU был взят от двигателя «Кику-8» практически без изменений. Ксенон, используемый в качестве рабочего тела, хранится в трёх баках под давлением 7 МПа. .
Блок PPCU был разработан компанией MELCO при участии JAXA. Блок состоит из семи блоков питания двигателя, дополнительного электро-преобразователя и электрических и информационных интерфейсов. Кроме этого он включает генератор ионов, аналогичный используемому в «Кику-8», который имеет заявленный срок службы 16 000 часов при тяге 20 мН. Важным отличием от двигателя «Кику-8» является отличие входных характеристик электропитания. Бортовой источник электропитания «Цубамэ» подаёт на блок PPCU от 24 до 32 вольт, в то время как двигатель Кику-8 получал 100 вольт. PPCU преобразует и выдаёт бортовым системам электропитание в диапазоне напряжения от 15 В до 1100 В, силы тока от 0,01 А до 5,5 А, мощности от 1,5 Вт до 660 Вт.
Другим важным отличием является принципиальное изменение режима работы двигателя: для компенсации сопротивления атмосферы на сверхнизкой орбите ионный двигатель должен регулярно включаться на короткий промежуток времени, что является нехарактерным для данного типа двигателей. Команда на включение и выключение двигателя формируется PPCU автономно, без участия наземного центра управления полётом. Для выбора параметров работы двигателя блок управления руководствуется данными GPS. Такая схема управления объясняется малой длительностью контакта с наземной станцией управления из-за большой угловой скорости спутника на сверхнизкой орбите.

### NSTT
NEC Toshiba Space Systems совместно с JAXA разработали систему NSTT (англ. Next-generation Star Tracker). Система предназначена для высокоточного определения положения космического аппарата на орбите относительно осей ориентации. Система должна обеспечивать параметры ориентации со случайной ошибкой (англ. random error) < 4 arcsec (3σ) и ошибкой смещения (англ. bias error) < 6 и 4 arcsec (3σ). Эта система позволяет отслеживать положение аппарата относительно звёзд при угловой скорости движения 2º в секунду с точностью 99 %.
Масса устройства, смонтированного на «Цубамэ», 6,2 кг, потребляемая мощность 20 Вт. Оптическая система NSTT обеспечивает поле зрения 16°×16°. Детектор формирует четыре кадра в секунду, на которых идентифицируются звёзды, используемые для навигации.

### Система мониторинга атомарного кислорода AOFS
На поверхности «Цубамэ» установлено восемь датчиков мониторинга воздействия атомарного кислорода AOFS (англ. Atomic Oxygen Fluence Sensor) на элементы спутника. Диаметр каждого датчика 12,2 мм, глубина 15 мм, суммарный вес датчиков и управляющего блока — 3,4 кг, потребляемая энергия 44,8 Вт. Датчик представляет собой кварцевый генератор, на который нанесена полиамидная плёнка. Под воздействием атомарного кислорода полиамид окисляется и испаряется, при этом масса плёнки уменьшается. Это снижение массы плёнки будет приводить к изменению частоты кварцевого генератора, что позволяет оценивать количество атомарного кислорода на орбите.

### Монитор деградации материалов MDM
Монитор деградации материалов MDM (англ. Material Degradation Monitor) выполнен компанией Shin Nihon Electronics. Монитор представляет собой рабочую поверхность, на которой закреплены 13 образцов различных материалов. Под действием атомарного кислорода и факторов космической среды образцы изменяют свои физические характеристики. Камера с высоким разрешением транслирует визуальное состояние образцов. Вес MDM 2,8 кг, потребляемая энергия — 35 Вт.
На рабочей поверхности закреплены образцы трёх видов материалов:
- пять разновидностей многослойной термоизоляции: алюминизированная полиамидная плёнка, алюминизированная полисилоксановая плёнка, анодированный алюминий и бета-ткань;
- три вида терморегулирующего покрытия для солнечных батарей;
- три вида электроизоляции для проводов.

Кроме этого, анализу подвергается материал корпуса монитора.
Для наблюдения за изменениями образцов применяется камера с 3,8 Мпикс ПЗС-матрицей, которая проводит съёмки с заданной периодичностью.

### Камера OPS
Камера OPS произведена компанией Mitsui Electric.
При наблюдении поверхности Земли с орбит высотой 800—600 км необходимы достаточно крупные оптические системы для получения качественного изображения. При значительном снижении орбиты оптические системы можно делать менее габаритными не снижая качества изображения. По расчётам создателей «Цубамэ», объектив с фокусным расстоянием 30 см, работающий на высоте 250 км, будет делать такие же снимки, как объектив, работающий на высоте 600 км и имеющий фокусное расстояние 70 см. Камера OPS призвана подтвердить эти расчёты на практике.